# Zapotla
Zapotla är en ort i Mexiko. Den ligger i kommunen Chimalhuacán och delstaten Mexiko, i den centrala delen av landet, 18 km öster om huvudstaden Mexico City. Zapotla tillhör Mexico Citys storstadsområde och hade 407 invånare år 2010.